# Bo Riddarström
Bo Allan Riddarström, född 20 maj 1945 i Umeå stadsförsamling i Västerbottens län, är en svensk ämbetsman.

## Biografi
Riddarström avlade arkitektexamen vid Kungliga Tekniska högskolan i Stockholm 1968. Han var kansliråd vid Planerings- och budgetsekretariatet i Utbildningsdepartementet 1982–1987. Därefter tjänstgjorde han 1987–1994 i Finansdepartementet: som kansliråd vid Budgetavdelningen 1987–1989, som departementsråd vid Budgetavdelningen 1989–1992 och som finansråd och chef för Förvaltningsavdelningen 1993–1994. Åren 1995–2001 var Riddarström överdirektör vid Överstyrelsen för civil beredskap.
Bo Riddarström invaldes 1997 som ledamot av Kungliga Krigsvetenskapsakademien.